# ワイリー賞
ワイリー賞（Wiley Prize in Biomedical Sciences）はアメリカ合衆国のワイリー財団が、基礎医学や臨床応用の研究成果を促進することを目的に、2002年以来毎年授与している生命医学の賞。
賞金は35,000ドルで、受賞者はニューヨークのロックフェラー大学で記念講演を行う。
これまでの受賞者総数52名（2024年10月現在）のうち、18名(約34.6%) が後にノーベル生理学・医学賞またはノーベル化学賞を受賞し（生理学・医学賞13名、化学賞2名）、ノーベル賞の一つの有力な先行指標とされている。

## 受賞者
太字はノーベル賞受賞者
- 2025年 - Spyros Artavanis-Tsakonas, Iva Greenwald
- 2024年 - Judith Kimble, Allan Spradling, Raymond Schofield
- 2023年 - マイケル・J・ウェルシュ、Paul Negulescu、Fredrick Van Goor、Sabine Hadida
- 2022年 - デイヴィッド・ベイカー, デミス・ハサビス, ジョン・M・ジャンパー
- 2021年 - クリフォード・ブラングウィン、Anthony Hyman、Michael K. Rosen
- 2020年 - 受賞者なし
- 2019年 - スバンテ・ペーボ、デイヴィッド・ライク
- 2018年 - リン・マクアット
- 2017年 - ヨアヒム・フランク、リチャード・ヘンダーソン、Marin van Heel
- 2016年 - 大隅良典
- 2015年 -  エベリン・ウィトキン、スティーブン・エレッジ
- 2014年 - ウィリアム・ケリン、Steven McKnight、ピーター・ラトクリフ、グレッグ・セメンザ
- 2013年 - マイケル・ヤング、ジェフリー・ホール、マイケル・ロスバッシュ
- 2012年 - Michael Sheetz、James. Spudich、ロナルド・ベール
- 2011年 - Lily Jan、Yuh Nung Jan
- 2010年 - ペーター・ヘーゲマン、Georg Nagel、Ernst Bamberg
- 2009年 - ボニー・バスラー
- 2008年 - Richard P. Lifton
- 2007年 - フランツ＝ウルリッヒ・ハートル、Arthur Horwich
- 2006年 - エリザベス・H・ブラックバーン、キャロル・W・グライダー
- 2005年 - Peter Walter、森和俊
- 2004年 - チャールズ・デビッド・アリス
- 2003年 -  アンドリュー・ファイアー、クレイグ・メロー、Thomas Tuschl、David Baulcombe
- 2002年 - ロバート・ホロビッツ、Stanley J. Korsmeyer

## 参照
- About the Wiley Foundation